# The Master
The Master (с англ. — «Мастер») — второй студийный альбом американского рэпера Rakim, выпущенный 30 ноября 1999 года на лейбле Universal Records.
Он служит продолжением к дебютному сольному альбому Ракима The 18th Letter (1997) и станет последним студийным альбомом Ракима за почти десятилетие, вплоть до выхода альбома 2009 года The Seventh Seal.
Альбом включает в себя продакшн от DJ Clark Kent, DJ Premier, Punch, Amen-Ra, TR Love, Naughty Shorts, Jaz-O, The 45 King и Nick Wiz, а также от самого рэпера. Альбом дебютировал под номером 72 в чарте Billboard 200 и под номером 7 в чарте Top R&B/Hip Hop Albums в американском журнале Billboard.
Было выпущено два сингла на песни из альбома: «When I B On Tha Mic» и «All Night Long». «When I B On Tha Mic» достиг 20 места в чарте Hot Rap Songs. В видеоклипе на песню снялись рэперы Busta Rhymes, Fredro Starr и продюсер трека DJ Premier.

## Приём критиков
| Оценки критиков        | Оценки критиков   |
| Источник               | Оценка            |
| ---------------------- | ----------------- |
| Allmusic               | [ 5 ]             |
| The Independent        | [ 6 ]             |
| Los Angeles Daily News | [ 7 ]             |
| Los Angeles Times      | [ 8 ]             |
| NME                    | (7/10)            |
| Rolling Stone          | [ 10 ]            |
| The Source             | [ 11 ]            |
| USA Today              | [ 12 ]            |
| Vibe                   | (смешанный)       |
| The Village Voice      | (неблагоприятный) |
| Robert Christgau       | [ 15 ]            |

The Master получил смешанную оценку от музыкальных критиков. В своём обзоре для AllMusic, журналист Джон Буш заявил, что «К счастью, второй сольный альбом Ракима показывает, что лучший рэпер хип-хопа снова превосходит себя и не уступает ничему рэпу 90-х. Раким всегда был известен своим спокойным флоу и, соответственно, здесь он не напирает; его флоу гладкое, как сироп, и, несомненно, заставит поклонников хип-хопа понять, что такое ритм после всего лишь нескольких треков. Он играет с внутренними рифмами (одна из его торговых марок) и создаёт самые плотные тексты, которые можно услышать в хип-хопе за многие годы. The Master также извлекает выгоду из его звёздного состава продюсеров — Clark Kent, DJ Premier, Ron „Amen-Ra“ Lawrence, The 45 King и даже самого Ракима. Продакшены жёсткие и запоминающиеся (к счастью, здесь нет струнных), но они никогда не затмевают рифмы. Раким хвалит себя на нескольких треках («Flow Forever», «When I B on the Mic», «I Know», «It’s the R»), но после одного или двух прослушиваний слушатели, скорее всего, согласятся с каждым его заявлением. Раким, возможно, делает лучшую работу в своей карьере.».
В своём обзоре для Los Angeles Times, журналист Сорен Бейкер заявил, что «Раким и его бывший партнёр Эрик Би стали одним из лучших хип-хоп-дуэтов в середине 1980-х, и эта выдающаяся история делает этот банальный альбом ещё более разочаровывающим. Лучшие из прошлых песен Ракима, такие как „Paid in Full“ и „Follow the Leader“, были отмечены чувством гордости, достоинства и высшей цели. Ничто из этого не может быть сказано о новой коллекции, которая содержит тексты с небольшой силой и продакшеном, которые звучат как явная попытка заручиться поддержкой радио и видео.».
Роберт Кристгау из The Village Voice прокомментировал: «Классицизм, который должен быть его собственной наградой («Strong Island», «When I B on Tha Mic»)».

## Список композиций
| #  | Название                                     | Продюсеры      | Длительность |
| -- | -------------------------------------------- | -------------- | ------------ |
| 1  | «Intro»                                      | Rakim          | 1:22         |
| 2  | «Flow Forever»                               | DJ Clark Kent  | 4:11         |
| 3  | «When I B On Tha Mic»                        | DJ Premier     | 3:42         |
| 4  | «Finest Ones» (feat. Clark Kent)             | DJ Clark Kent  | 4:24         |
| 5  | «All Night Long»                             | Punch          | 4:27         |
| 6  | «State of Hip-Hop Interlude»                 | Rakim          | 0:39         |
| 7  | «Uplift»                                     | Amen-Ra        | 3:09         |
| 8  | «I Know»                                     | TR Love        | 4:07         |
| 9  | «It’s the R»                                 | DJ Clark Kent  | 4:15         |
| 10 | «I’ll Be There» (feat. Nneka Morton)         | Naughty Shorts | 5:10         |
| 11 | «It’s a Must» (feat. Rahzel)                 | Jaz-O          | 4:24         |
| 12 | «Real Shit»                                  | Amen-Ra        | 4:21         |
| 13 | «How I Get Down»                             | The 45 King    | 4:05         |
| 14 | «L.I. Interlude»                             | Rakim          | 0:53         |
| 15 | «Strong Island»                              | Rakim          | 4:34         |
| 16 | «Waiting for the World to End»               | DJ Premier     | 4:05         |
| 17 | «We’ll Never Stop» (feat. Connie McKendrick) | Nick Wiz       | 4:19         |

## Чарты

### Еженедельные чарты
| Чарт (1999)                            | Высшая позиция |
| -------------------------------------- | -------------- |
| США (Billboard 200)                    | 72             |
| США (Billboard Top R&B/Hip-Hop Albums) | 7              |

### Синглы
| 2000 | «When I B On Tha Mic» | 20 |